# Aristide Padygros
Aristide Padygros est un groupe suisse folk, originaire de Genève, en Suisse romande.

## Histoire
Le groupe est originaire de Genève. Le nom « Padygros » est un acronyme avec les prénoms des musiciens. Il semblerait qu'un huitième musicien, dont le prénom commençait par S, ait quitté le groupe rapidement.[réf. nécessaire]. Le groupe est d'abord honni pour son manque de sérieux, et car jouant du folk, avant de se faire connaître en Europe et de jouer dans des pays comme la Belgique, la France et l'Allemagne. À cette époque, le quotidien 24 heures considère que « les Padygros sont l'un des très rares groupes romands à jouer à l'étranger ».
Sa devise est « n’importe quoi, mais pas n’importe comment »[réf. souhaitée].
Le groupe participe à un disque intitulé Chants et danses populaires par le Chœur mixte de Commugny, enregistré en public les 26 et 27 mai 1973. Aristide Padygros participe également à deux titres aux côtés de Mélusine, La Bamboche, etc. sur un double album intitulé Folk - Festival de Musique Traditionnelle - Mamirolle - juin 1976 (Festival de Mamirolle organisé par les Éclaireuses et Éclaireurs de France de Franche-Comté, 5, 6 et 7 juin 1976).
De 1971 à 1984, le groupe participe à de nombreuses manifestations comme les festivals (Folk d'Epalinges, Bourges, Nyon-Paléo, Courville-sur-Eure Juste pour Rire), les fêtes citoyennes (Crest-Malville, Saint-Michel-de-Chabrillanoux), les salles mythiques (Olympia, Gaité-Montparnasse), et les plateaux de télévision (Jacques Chancel, Collaro show).

## Membres

### Membres originels
- Pierre-André Zahnd
- Alain Monney
- Daniel Benaroya
- Gérard Mermet
- Robert Mettraux
- Olivier Cabanel
- Yves Mercerat (1953-2006)

## Discographie

### Albums studio
- 1974 : La Patate (enregistré les 11 et 12 janvier 1974) (Cornelia Productions)
- 1976 : Le Mouchoir (enregistré les 26, 26 et 27 février 1976) (Cézame)
- 1977 : Aristide Padygros En Concert (enregistré au Cabaret des Faux Nez à Lausanne en 1977) (Cornelia Productions)
- 1979 : Le Confetti (enregistré au Studio Damiens en janvier 1979) (Cornelia Productions)
- Le Cocotier (enregistré au Studio Damiens (?) - 45 tours 2 titres)
- 1983 : Niouze (enregistré en 1983)

Les albums La Patate, Le Mouchoir et Le Confetti ne portent en réalité aucun titre, mais sont habituellement distingués par l'illustration de la pochette. Les disques suivants sont tous des vinyles, aucun n'a été réédité en CD.

### Singles
- Une vache dans un pré
- Le Scaphandrier (servait de générique sur France Inter).
- 1980 : Saint Pierre et Caquelon

### Participations
- 1973 : Chants et danses populaires
- 1976 : Folk - Festival de Musique Traditionnelle - Mamirolle - juin 1976 (Disques JBP)